# Kapela Treh kraljev
Kapela Treh kraljev je kapela v Palazzo Medici Riccardi v Firencah. Njene stene skoraj v celoti prekriva znameniti cikel fresk renesančnega mojstra Benozza Gozzolija, ki ga je okoli leta 1459 naslikal za družino Medici, resnične vladarje Firenc.

## Pregled
Kapela je na piano nobile palače in je bila ena prvih sob, ki so jo okrasili po dokončanju stavbe, ki jo je zasnoval Michelozzo. Kapela je bila v prvotnem videzu popolnoma simetrična in je imela vhod skozi centralna vrata, ki so danes zaprta. V notranjosti je kapela razdeljena na dva simetrična kvadrata: velika dvorana in dvignjena pravokotna apsida z oltarjem in dve majhni stranski zakristiji. Kapela je bila okoli leta 1449–50 začeta in okoli leta 1459 končana z dragocenim stropom iz intarziranega lesa, ki ga je Pagno di Lapo Portigiano poslikal in velikodušno pozlatil, po Michelozzovem načrtu. Slednji je zasnoval tudi tla iz marmornega mozaika, razdeljenega s prefinjeno geometrijsko zasnovo, ki je zaradi izjemne vrednosti materialov (porfir, granit, itd.) potrdila željo Medičejcev, da posnemajo veličastje rimskih bazilik in firenškega krstilnika.
Prvi slikovni element v kapeli je bila oltarna plošča s Čaščenjem v gozdu Filippa Lippija. Ta slika je zdaj v Berlinu, potem ko je bila v 19. stoletju prodana, kopija Lippijevega sledilca pa ostaja v kapeli.
Kapela je znana po seriji stenskih slik Benozza Gozzolija, s Čaščenjem angelov v pravokotni apsidi in Potovanjem Treh kraljev v veliki dvorani. Slednja je zajeta v tri velike freske, od katerih vsaka prikazuje procesijo enega od Treh kraljev na poti v Betlehem, da bi videli Jezusovo rojstvo. Verska tema je bila združena z upodobitvijo več članov družine Medici, njihovih zaveznikov in nekaterih pomembnih osebnosti, ki so v Firence prispele na Florentinski koncil (1438–1439) nekaj desetletij prej. Ob tej priložnosti so se Medičejci lahko pohvalili, da so omogočili (ponesrečeno, kot se je izkazalo) spravo med katoliško in vzhodno pravoslavno cerkvijo. Razkošje bizantinskih dostojanstvenikov je očitno in kaže vtis, ki so ga takrat naredili na florentinsko prebivalstvo.
V apsidi so stranske stene poslikane s svetniki in angeli v čaščenju, kjer je Gozzoli sledil slogu svojega mojstra  Fra Angelica. Obstajajo tudi trije tanki navpični odseki fresk, ki prikazujejo pastirje ob rojstvu.

## GozzolijevoPotovanje Treh kraljev

### Ozadje
Potem ko je delo začel spomladi-poletje leta 1459, je Benozzo najbrž v nekaj mesecih delo hitro končal s pomočjo vsaj enega pomočnika pod nadzorom Piera di Cosimo de' Medici. Verjetno je Piero predlagal, naj umetnik za vzor fresk uporabi Gentila da Fabriana Čaščenje Treh kraljev. Izredna zapletenost in subtilnost tehnike izvedbe, v kateri se je prava freska izmenično spreminjala s suho fresko, je slikarju omogočila natančno skrbnost, skoraj kot da je graviral, kot zlatar, ki je bil v Ghibertijevi delavnici. Ta čista izdelava je vidna ne samo v dragocenih materialih nakita, tkaninah in pasovih, ampak tudi na drevesih, obloženih s sadjem, na travnikih, posutih s cvetjem, v raznolikem perju ptic in v raznobarvnih krilih angelov. Na koncu so velikodušno nanesli liste čistega zlata, da so zasijali v temi, ob slabi svetlobi sveč.
Slika je posvečena sveti temi, a bogata s sledmi pompoznosti in posvetne elegance. Angeli pojejo in častijo, medtem ko se veličastna povorka Treh kraljev približa Betlehemu, spremlja jih njihovo spremstvo, ko uživajo v prizoru plemenite lovske zabave s sokoli in mačkami na poti. Razkošne in raznolike kostume s svojo knežjo dodelavo naredijo to slikovno serijo eno najbolj očarljivih pričevanj umetnosti in kostumov vseh časov.

### Procesija
Melhior, najstarejši kralj, jaha na zahodni steni in vodi povorko. Tradicionalno beremo njegove značilnosti kot  Jožefa II. Konstantinopelskega, ki je v Firencah v času koncila umrl; lahko pa je tudi Sigismund, sveti rimski cesar, ki je pomagal končati Veliko shizmo tako, da je leta 1414 sklical Konstanški koncil. Tako kot Cosimo je prikazan kot mirovnik, ki jaha na oslu. Pred njim je figura v modrem z leopardom na konju - ta figura je scherzo - šala, vdelana v sliko, ki predstavlja Castruccia Castracanija, vojvodo Lucce, po poročanju C. F. Youngove ‘’Medici, je leopard je znak rodbine iz Lucce. Giuliano de' Medici je prikazan kako jaha belega konja, pred njim pa Afričan z lokom.
Bradati Baltazar, srednji kralj, jezdi belega konja na južni steni. Upodobljen je z enakimi lastnostmi obraza kot bizantinski cesar Ivan VIII. Paleolog. Nekateri mislijo, da tri figure za njim predstavljajo Pierove hčerke, Nannino, Bianco in Marijo, medtem ko drugi trdijo, da so obrazi teh mladih žensk bolj med ostalimi portreti Medičejcev.
Na vzhodni steni Gašper, najmlajši kralj, vodi konec procesije na belem konju. Ta figura je bila pogosto sprejeta za idealiziranega Lorenza il Magnifica, ki se je rodil leta 1449 in je bil ob dokončanju freske še fant. Gašperju natančno sledijo sodobni glava družine, Piero de' Medici Protinasti na belem konju, in pobožni ustanovitelj družine Cosimo na skromnem oslu. Nato prideta Sigismondo Pandolfo Malatesta in Galeazzo Maria Sforza oziroma gospodar Riminija in Milana. V niso sodelovali na koncilu, bili pa so gostje Medičejcev v Firencah v času, ko so bile freske naslikane. Za njimi je povorka slavnih Florentincev, kot so humanisti Marsilio Ficino in bratje Pulci, člani umetniških cehov in sam Benozzo. Slikar se zazre v gledalca in ga je mogoče prepoznati po svitku na njegovem rdečem klobuku, ko bere Opus Benotii. Mali Lorenzo il Magnifico je fant neposredno pod njim z izrazitim privihanim nosom; poleg njega je Lorenzov mlajši brat Giuliano.
Z bogatimi toskanskimi pokrajinami, ki zapolnjujejo preostali slikovni prostor, je bila ta freska zasnovana kot sodobne tapiserije, nova vrsta dvorne umetnosti, namenjene bogatim pokroviteljem. Trdnjava v slogu srednjeveških gradov, ki se zdi na najvišji točki slike in je točka, s katere se je odpravilo kraljevo romanje, je podobna podeželski vili Medičejcev v Cafaggiolu, ki jo je zasnoval Michelozzo. Razlagajo jo kot Jeruzalem, kjer se je začela procesija Treh kraljev. Tu je kralj Herod modrecem naročil, naj poiščejo otroka.
Gozzolijev pokrovitelj Piero de' Medici je menil, da so nekateri serafini neprimerni in jih je hotel preslikati. Čeprav se je umetnik s tem strinjal, tega dejansko ni naredil. Leta 1659 je družina Riccardi kupila Palazzo Medici in se lotila strukturnih sprememb. To je leta 1689 vključevalo gradnjo zunanjih stopnic, ki vodijo do prvega nadstropja. V ta namen je bilo treba premakniti vhod v kapelo. Med procesom sta bila izza jugozahodnega vogala v Povorki najstarejšega kralja izrezana dva dela stene. Po končanih stopnicah so bili izrezani elementi nameščeni na vogalu stene, ki štrli v sobo. Med tem je bil najstarejši kraljev konj razrezan in nameščen na dva različna segmenta stene.

## Galerija
- Notranjost
- Strop kapele
- Tla kapele
- Okras
- Okras
- Lesene klopi

- Apsida in oltar
- Originalna oltarna slika, Lippijevo Čaščenje v gozdu
- Angeli v Čaščenju (levo)
- Angeli v Čaščenju (desno)

- Procesija
- Melhior
- Baltazar
- Gašper
- Sigismondo Malatesta in Galeazzo Maria Sforza
- Bizantinsko bogastvo

- Medici and Gozzoli
- Cosimo in Piero
- Nannina, Bianca in Maria.
- Lorenzo in Giuliano
- Gozzoli, avtoportret.
- Gozzoli (center), avtoportret

- Narava
- Lov
- Sokol in zajec
- Ptice v letu
- Eksotična mačka
- Jeruzalem/Cafaggiolo